# Églantine Bonetto
Églantine Bonetto (également nommée Églantine Elkaïm Bonetto) est une illustratrice de livres pour enfants, comédienne, metteuse en scène , décoratrice de théâtre et coach, née le 7 mars 1959 en France.

## Biographie
Églantine Bonetto a exercé plusieurs carrières : d'abord cadre commerciale, puis comédienne, metteuse en scène, éditrice, autrice, coach, artiste peintre,,,. 

## Publications
Églantine Bonetto a illustré de nombreux ouvrages, dont :
- Québec : mon carnet de voyage, texte de Laurence Pivot, Sikanmar, 2013 ;
- Jeux olympiques : mon carnet de voyage, 2013 ;
- Berlin (2013) ;
- L'Ouest américain (2013) ;
- Paris (2012) ;
- Paris (2012) ;
- Rome (2012) ;
- Mon carnet de voyage à New York (2011) ;
- Bolido et la boule magique (2011) ;
- Mon carnet de voyage à Madrid (2011) ;
- Mon carnet de voyage en Irlande (2011) ;
- Mémoires d'un cactus, Jacqueline Dellatana, Chemins de Traverse, 2011 ;
- Mon carnet de voyage à Paris (2010) ;
- Du temps pour maman, Chemins de Traverse, 2010 ;
- Mon carnet de voyage à Londres, texte de Marica Jaubert, Sikanmar, 2009, réédité en 2011 et 2013 ;
- Le monde extraordinaire de Charles Trenet (2008) ;
- La rentrée des CE1 (2006) ;
- Capucine déménage (2006) ;
- La classe de Léo (2006) ;
- Élisa est différente (2006) ;
- Le remplaçant (2006) ;
- Docteur Malice ou La passion de soigner (2004) ;
- Manuela ou La passion d'enseigner (2004) ;
- Mystère chez mamie Luce (2003) ;
- Mon trèfle porte-bonheur!, Elsa Devernois, Flammarion, 2002 ;
- La boîte qui fait ouaf ! (1998).